# Малама, Андриаш Дмитриевич
Андриаш Дмитриевич Малама (не позднее 1680, Екатеринославская губерния — не позднее 1730, Дащенки) — полковник (командир) охочекомонного полка Запорожского казачьего войска, № 2 по Родословной Росписи дворянского рода Малама.
Дворянский род Малама внесён в VI часть родословной книги Екатеринославской губернии.

## Биография
Малама появлялся в России в 1680-х годах и окончательно выехал из Валахии, через Дубоссары, с женой и детьми в Малороссию около 1706 года и поступил на русскую службу полковником в охочекомонный полк в г. Батурине.

В универсале Генеральной войсковой канцелярии от 19 (30) декабря 1749 года сказано, что: 
«Андриаш Дмитриевич Малама за единую его ревность и усердие ко Всероссийскому Ея Императорского Величества Престолу, оставя в земли Волосской природную свою отчизну и пришед в давних годех, служил охочекомонным полковником верно и радетельно, не щадя живота своего по смерть свою.»
Малама был со своим полком в походах под Люблином и Ригой (1709 год), под Ревелем в отряде генерала Бауера (1709 год); командирован был с полком на остров Эзель, в крепость Аренсбург (1709 год), «полковник Волошский» (1726 год). 10 (21) января 1718 года универсалом запорожского гетмана И. И. Скоропадского утверждено за ним «взуполное его владение з посполитыми людьми, до далшой ласки войсковой» село Дащенки, 30 дворов, Пирятинской сотни, данное ему перед этим «за волею гетмана», Лубенским полковником Андреем Марковичем; по универсалу того же полковника от 1709 года за верную службу, «респектуючи до услуг», ему было пожаловано имение Белогорелка в 13 дворов. По выходе в отставку он поселился в Дащенках, где и умер. В записках Генерального подскарбия Якова Марковича есть ссылки на него, указывающие на их дружеские отношения.

## Семья
Жена, Ирина (урождённая Булацель) и дети: сыновья Михаил и Пётр служили бунчуковыми товарищами, Иван; дочери: Ирина, София.